# 유승신
유승신(1962년 ~ )은 대한민국의 배우이다.

## 학력
- 경희대학교 대학원 성악 석사

## 드라마
- 2019년 Olleh TV 오리지널 콘덴츠 드라마 《닥터X의 사선에서》
- 2020년 MBC 저녁 일일연속극 《찬란한 내 인생》
- 2021년 MBC 저녁 일일연속극 《두 번째 남편》
- 2021년 TV조선 주말 미니시리즈 《복수해라》
- 2022년 KBS1 저녁 일일연속극 《국가대표 와이프》
- 2022년 MBC 저녁 일일연속극 《비밀의 집》
- 2023년 KBS1 저녁 일일연속극 《금이야, 옥이야》

## 영화
- 2021년 영화 《비와 당신의 이야기》 ... 전단지 할머니 역
- 2022년 영화 《미혹》 ... 영준 모 역
- 2022년 영화 《유포자들》 ... 아줌마 역

## CF
- 2020년 CF 《경기주거복지 홍보》
- 2021년 CF 《서울시청 코로나홍보》
- 2023년 CF 《대법원 국민참여재판》